# シークレット・アイドル ハンナ・モンタナ
『シークレット・アイドル ハンナ・モンタナ』（原題:Hannah Montana）は、米ディズニー・チャンネルとABCで放送されたテレビドラマ。このドラマにより、主演のマイリー・サイラスは一躍ティーンエージャーの人気の的になった。
ハンナ・モンタナことマイリー・スチュワートはテネシー州からカリフォルニア州マリブに引っ越してきたキュートな女の子。兄のジャクソンとシンガーソングライターの父ロビーの生活も同様、数年前の引越しによって大きく変化した。マイリーはとっても重要な秘密を持っていた。
マイリーは親友のリリーとオリバーとともに、問題や騒動を起こしながらも学校を楽しんでいる。例えば、成績アップを試みたり、気になる男の子にいいところを見せようとしたり。微妙な年頃だということだけでも大変だと感じているマイリーだが、彼女は姿を変えて活動も行っている。マイリーが全米で大人気のアイドルスター"ハンナ・モンタナ"としてもうひとつの世界で活躍していることはみんなには内緒。ハンナは世界中を飛び回り、マネージャーでもある父の作った歌でファンを楽しませている。子供達が夢に描いているような人生を送っているマイリー。華やかな世界で活躍するとなれば、おいしいところ───リムジン、おしゃれな服、セレブとの付き合い───もたくさんあるのだが、マイリーにとって一番大切なのは、普通の女の子として接してもらえること、同世代の子たちが送っている普通の生活を経験することなのである。

## キャスト

### 主要キャスト
- マイリー・スチュワート/ハンナ・モンタナ

演：マイリー・サイラス / 声：白石涼子
大人気のポップスターアイドルハンナ・モンタナの正体は、どこにでもいる普通の女の子マイリー・スチュワート。親友思い。お金持ちや、俳優と付き合ったりするが、秘密を隠そうとして失敗する事も多々。ブルージーンズという愛馬がいる。
- リリー・トラスコット/ローラ・ルフトネーグル

演：エミリー・オスメント / 声：小林由美子
マイリーの親友。天然なところがあるが、いつもマイリーを助けたり、助けられたりなど、バランスが取れた仲。音痴。Season3後半以降、オリバーとは恋人同士。ハンナの正体を知るまではハンナ・モンタナの熱狂的なファンだった。
- オリバー・オーケン/マイク・スタンドリー3世

演：ミッチェル・ムッソ / 声：手塚祐介
マイリーの親友。リリーに続きマイリーのもう一つの顔を知る。リリーとも長い間親友だったが、後に彼女となる。
- ジャクソン・スチュワート

演：ジェイソン・アールズ / 声：梯篤司
本名はジャクソン・ロット・スチュワートでマイリーの兄。天然だが、実は結構しっかり者で、稼ぎ上手。
- ロビー・レイ・スチュワート

演：ビリー・レイ・サイラス / 声：井上肇
本名はロビー・レイ・スチュワートでマイリーとジャクソンの父。3年前に妻を亡くしてからは男手一つで二人を育てている。マイリーの恋愛事情に厳しい。
- リコ

演：モイセス・アリアス / 声：赤池裕美子
ジャクソンがアルバイトをしている「Surf Shop」のオーナー。父親は億万長者。ラテン系。

### ゲスト
- ジョニー（1、56話）：コービン・ブルー
- カメラマンの助手（6話）：ザカリー・クイント
- マディー（ディズニーチャンネルのドラマシリーズ『スイート・ライフ』の役柄のまま登場した。ハンナ・モンタナがティプトンホテルに滞在している設定）：アシュレイ・ティスデイル（声：永田亮子）
- ドリー叔母さん（シーズン1、2）：ドリー・パートン
- マイリーのママ（32、45話）：ブルック・シールズ（声：沢海陽子）
- 歌手のミケイラ（34、50、52話）：セレーナ・ゴメス（声：小林沙苗）
- リリーのママ：ヘザー・ロックリア
- レストランの客（本人役、35話）：ラリー・ディビッド
- アメリカ合衆国大統領（36話）：ジョン・ディアキーノ（声：相沢正輝）
- 大統領の娘（36話）：マディソン・ペティス（声：成田紗矢香）
- マイリーのおばあちゃん：ヴィッキー・ローレンス
- ジョナス・ブラザーズ（43話）：本人役（声：浪川大輔、堀江一眞、勝杏里）
- ウィリアム・ハリス（47話）：グレゴリー・イッツェン（声：牛山茂）
- ジェシー・マッカートニー：本人役（シーズン2の12話）
- ルーカス役（リリーの彼氏役）（35話）：スターリング・ナイト（声:下野紘）
- アールおじさん役（シーズン2の22話）：デヴィッド・ケックナー
- ザック&コーディ・マーティン （第74話）: ディラン&コール・スプラウス（声：細野雅世、長谷瞳）
- ベイリー・ピケット（第74話）: デビー・ライアン（声：宮原永海）

## スタッフ

### 日本語版スタッフ
通訳:矢田恵子
演出:木村絵理子
日本語版製作:東北新社

## トリビア
- 本作で主人公を演じるマイリー・サイラスは、彼女の実の父親（ビリー・レイ・サイラス）を父親役として本作品に出演させることを支持した。

- ジャクソン役を演じたジェイソン・アールズは後年出たとこ勝負！アドリブしまショーにプロデューサー役としてゲスト出演し、周りに正体を隠して歌手活動したいという女の子にかつて自分の妹が似たような歌手生活をしていたと言う事で彼女に金髪のカツラを渡すシーンがあった。

## シリーズ一覧
| シーズン | エピソード数 | 米国放送日       | 米国放送日       | 備考                                                                                                 |
| シーズン | エピソード数 | シーズン初放送日 | シーズン最終回日 | 備考                                                                                                 |
| -------- | ------------ | ---------------- | ---------------- | --- |
| 1        | 26           | 2006年3月24日    | 2007年3月30日    | |
| 2        | 29           | 2007年4月23日    | 2008年10月12日   | 30話目の"友情は変わらない!"(No Sugar, Sugar)は製作されたが、内容に問題があったため放送されていない。 |
| 3        | 30           | 2008年11月2日    | 2010年3月14日    | |
| 4        | 15           | 2010年7月11日    | 2011年1月16日    | |
| 映画     | 2本の映画    | N/A              | N/A              | |

## 日本での放送
ディズニー・チャンネルの月曜「ナナドラ」枠（19:00 - 20:00）で放送された。2012年5月18日からはDlifeで平日17:30 - 18:00の枠でシーズン1・2・3が放送された。
2010年9月3日金曜日19時30分（以下日本時間）よりシーズン4に値する続編かつ完結編「ハンナ・モンタナフォーエバー」が放送開始。このシーズンでハンナ・モンタナシリーズの放送は終了となった。2010年11月7日には特別エピソード『いつまでも忘れない』が日米同時放送された。終了後に新エピソードが2011年春に放送開始することが発表された。
2013年3月25日からはディズニーチャンネルで「シークレット・アイドル ハンナ・モンタナ（字幕版）」が平日23：00～23：30の枠で放送スタートした。
2024年8月にマイリー・サイラスがディズニー・レジェンドを受賞した事を記念して、ディズニー・チャンネルにて2024年12月13日まで期間限定でハンナモンタナシリーズを放送する事を発表した。
ディズニーチャンネルCSやデジタル方式のケーブルテレビでは二ヶ国語放送はステレオ2音声となっている。
テレビ東京系列で2007年10月5日より2008年9月26日まで毎週金曜17:30 - 18:00にシーズン2が放映された。（「参上！アールおじさん」）デジタル放送の二ヶ国語放送はステレオ2音声となっていた。
| Dlife 平日17:30 - 18:00 | Dlife 平日17:30 - 18:00                                                   | Dlife 平日17:30 - 18:00 |
| 前番組                  | 番組名                                                                    | 次番組                  |
| ----------------------- | ------------------------------------------------------------------------- | ----------------------- |
| サニーwithチャンス      | シークレット・アイドル ハンナ・モンタナ （2012年5月18日 - 2013年1月31日） | シェキラ!               |

## 映画
- ハンナ・モンタナ ザ・コンサート 3D
- ハンナ・モンタナ/ザ・ムービー

## サウンドトラック
- シークレット・アイドル ハンナ・モンタナ (アルバム)
- シークレット・アイドル ハンナ・モンタナ2
- シークレット・アイドル ハンナ・モンタナ3
- ハンナ・モンタナ フォーエバー オリジナル・サウンドトラック